# Far Cry (serie)

Logo ufficiale della serie Far Cry

Far Cry è una serie di videogiochi sparatutto in prima persona sviluppati e pubblicati da Ubisoft per console e PC.
Il primo capitolo è stato sviluppato da Crytek per presentare il motore CryEngine ed è stato pubblicato per Windows nel 2004; nel 2006 Ubisoft ha acquisito i diritti del marchio Far Cry e ha modificato il CryEngine per realizzare il Dunia Engine, un motore più adatto ai videogiochi open-world.
Fatta eccezione per i due spin-off, la trama dei sei capitoli principali si svolge in epoca contemporanea e in contesti prevalentemente rurali; il protagonista deve sempre combattere un despota che controlla il territorio nel quale è ambientato il videogioco di riferimento.

## Storia
Il primo gioco della serie è stato sviluppato dallo studio tedesco Crytek e ha presentato in anteprima il software CryEngine. Uno degli obiettivi di Crytek, con il CryEngine, era di essere in grado di rendere realistici gli spazi esterni con ampie distanze di visione, che era una caratteristica unica al momento della sua uscita e rispetto anche ad altri motori di gioco. Il CryEngine è stato inizialmente presentato come dimostrazione tecnologica all'Electronic Entertainment Expo (E3) 1999 con il nome X-Isle: Dinosaur Island specificamente rivolto ai processori grafici NVIDIA. La demo ha permesso all'utente di esplorare un'isola tropicale virtuale popolata di dinosauri, che mostrava le dimensioni del mondo virtuale che il CryEngine poteva gestire. Dopo l'E3 1999, hanno siglato un accordo con NVIDIA per distribuire X-Isle lungo tutte le schede NVIDIA come software per effettuare i Benchmark, in quanto, al tempo, il CryEngine era il motore di gioco più richiesto sul mercato. Ubisoft ha poi stretto un accordo con Crytek per trasformare X-Isle in un titolo completo e ottenere i diritti di pubblicazione per questo. Far Cry è uscito nel marzo 2004 per Microsoft Windows con lodi e forti vendite, con oltre 730.000 unità vendute nei primi quattro mesi.
In seguito alla pubblicazione di Far Cry, Crytek, volendo dimostrare che CryEngine aveva altre applicazioni, nel luglio 2004 firmò un accordo per sviluppare un franchise di gioco con l'editore Electronic Arts (EA), un concorrente diretto di Ubisoft. Questo franchise è diventato la serie Crysis, attraverso il quale Crytek ha continuato a migliorare il suo CryEngine. Con Crytek in grado di lavorare con loro, Ubisoft ha messo a disposizione il suo studio Ubisoft Montréal per aiutare a portare il titolo alle varie console di gioco attraverso i titoli Far Cry Instincts e Far Cry Vengeance. Questi titoli hanno richiesto a Ubisoft Montréal di rielaborare gran parte del gioco in quanto le console in quel momento non erano potenti come i personal computer e non potevano gestire i livelli aperti senza problemi di prestazioni. Questi giochi hanno creato livelli più lineari rispetto al Far Cry originale, hanno aggiunto campagne e modalità multiplayer e, in alcuni casi, hanno cambiato la narrativa del gioco risultando meno realistici. Nel marzo 2006, Ubisoft ha acquisito tutti i diritti sulla serie Far Cry e una licenza perpetua per la versione CryEngine utilizzata nello sviluppo di Far Cry. Ubisoft Montréal è rimasta lo studio principale che ha sviluppato tutti i futuri giochi Far Cry.
Far Cry 2 è stato annunciato da Ubisoft nel luglio 2007 e ha visto due cambiamenti significativi rispetto ai precedenti giochi di Far Cry. In primo luogo, è stato presentato in anteprima l'uso del Dunia Engine, una forma modificata del CryEngine di Ubisoft Montréal. Il Dunia Engine è stato sviluppato insieme a Far Cry 2 per creare un gioco completamente open-world oltre ad aggiungere fisica realistica e ambienti distruttibili. In secondo luogo, anziché continuare nella narrazione del primo Far Cry, ha creato una narrativa più aperta, con nove personaggi giocabili e il modo, per il giocatore, di creare le proprie storie con gli altri personaggi non giocabili nel gioco, con un sistema avanzato di intelligenza artificiale. Parte del motivo per cui il racconto di Far Cry fu abbandonato fu che il suo personaggio principale, Jack Carver, era ritenuto "improbabile" dal pubblico e che la fine del gioco, in particolare con le modifiche apportate a Istinti e Vendetta, prese una svolta significativa nella fantascienza, qualcosa che gli sviluppatori volevano evitare con Far Cry 2. Ubisoft ha anche riconosciuto che, attraverso le varie versioni per console, i giocatori sarebbero stati stanchi del contesto tropicale in cui il gioco si svolgeva e temevano che il progetto di Crytek, con EA, fosse ambientato in una località tropicale; optò, quindi, per cambiare il luogo nelle pianure dell'Africa.
Far Cry 2 è stato pubblicato nell'ottobre 2008 ed è stato elogiato in modo critico e annunciato come successo commerciale, con oltre 2,9 milioni di vendite entro il 2009. Tuttavia, il regista del gioco, Clint Hocking, ha notato che internamente gran parte del design di Far Cry 2 era casuale. Esso ha avuto una ricezione polarizzante da parte dei giocatori rispetto ad alcune delle caratteristiche di gioco che sono state implementate, per far immergere il giocatore nel mondo. Alcune di queste meccaniche contestate includevano l'esordio casuale della malaria che avrebbe avuto un impatto sulla visione e sui movimenti del personaggio fino a quando non avrebbe ottenuto e preso medicine per curarla, un sistema di decadimento delle armi che avrebbe provocato l'uso di pistole da parte dei nemici per far in modo che un giocatore sarebbe potuto sparire ma che sarebbe diventato ripopolato con nemici pochi minuti dopo, e il sistema di amici del gioco, in cui il giocatore poteva chiamare un personaggio non giocante selezionato per aiutare il loro personaggio in battaglia, ma solo per un breve periodo e non sarebbe stato disponibile fino a quando il giocatore non avrebbe raggiunto una casa sicura per riposare.
I lavori di pre-produzione di Far Cry 3 sarebbero iniziati subito dopo la spedizione di Far Cry 2, con l'intenzione di mantenerla come un seguito narrativo, ma nei pochi anni che seguirono, molti dei lead di sviluppo per Far Cry 2 lasciarono lo studio. Il progetto ha avuto un significativo cambiamento di ambientazione, tornando su un tema di un'isola tropicale simile a Far Cry pur mantenendo la natura open-world di Far Cry 2. Hanno anche cercato di mantenere gli elementi chiave del mondo aperto di Far Cry 2 che ha funzionato, ma aggiungendo più funzioni per farlo sentire come un mondo vivente ma con lo scopo di come lo hanno progettato. Ciò ha portato allo sviluppo di Dunia Engine 2 allo scopo di implementare alcune funzionalità open-world come il sistema meteo, che è stato presentato in anteprima in Far Cry 3. Molti degli elementi di gameplay discutibili di Far Cry 2 sono stati eliminati. Inoltre, per rendere questo mondo significativo, hanno eliminato i personaggi multi giocatore e invece hanno fornito un personaggio in grado di scrivere una forte narrativa. Far Cry 3 è stato formalmente annunciato nel 2011 e pubblicato a novembre 2012. Sebbene esso abbia presentato alcuni elementi controversi nella sua narrativa, ha comunque ricevuto recensioni positive e ha venduto più di 10 milioni di unità entro il 2014.
Sia Far Cry 4, annunciato nel maggio 2014 e pubblicato nel novembre 2014, e Far Cry 5, annunciato nel maggio 2017 e pubblicato nel marzo 2018, hanno seguito l'approccio di gioco di Far Cry 3, aggiungendo alcuni nuovi dettagli, perfezionamenti generali e nel motore di gioco.
Far Cry 3: Blood Dragon è stato pubblicato nel maggio 2013, in seguito all'annuncio da parte di Ubisoft del precedente April Fools 'Day. Il gioco, un titolo autonomo, è stata una pubblicazione sperimentale sviluppata da Dean Evans che ha lavorato sulle risorse esistenti di Far Cry 3, rivisitando alcune delle mappe e della geometria esistenti del gioco. C'è voluto un approccio ironico alla cultura degli anni '80. Anche questo è stato un successo commerciale con oltre 1 milione di unità vendute. Il suo successo ha portato Ubisoft a realizzare un titolo simile, riprendendolo dalla mappa di Far Cry 4 piuttosto che pubblicando importanti espansioni per il gioco. Ubisoft ha permesso ai fan di votare per un ambiente in cui volevano vedere ambientato Far Cry, e ha portato allo sviluppo di Far Cry Primal.
Il 15 febbraio 2019 viene pubblicato Far Cry New Dawn, ambientato in una versione reinventata della mappa di Far Cry 5 distrutta da un'esplosione. Il titolo viene sempre sviluppato da Ubisoft Montreal.
Nel luglio del 2020 viene annunciato Far Cry 6, la data d'uscita era originariamente prevista per il 18 febbraio 2021, ma viene successivamente rimandato e pubblicato il 7 ottobre 2021, il titolo è stato sviluppato da Ubisoft Toronto.

## Modalità di gioco
I principali giochi di Far Cry sono sparatutto in prima persona con elementi di azione-avventura. Mentre il primo Far Cry e i suoi spinoff erano tipici FPS con un numero discreto di livelli, Far Cry 2 e i giochi successivi hanno adattato uno stile di gioco aperto, con la storia principale, le missioni secondarie e le missioni opzionali da completare.
Ci sono elementi narrativi minimi e poco condivisi tra i giochi. I giochi della serie hanno generalmente condiviso, perlopiù, il tema di portare il giocatore a "una frontiera senza legge" dove "i valori e le leggi di oggi non funzionano", insieme al fatto di dover sopravvivere nella natura selvaggia grazie alla caccia e all'artigianato. 
Il giocatore ha spesso bisogno di lavorare con combattenti o ribelli per la libertà, che tentano di riprendere il controllo di una regione da un partito al governo, e potrebbe dover mettere insieme i diversi lati di un conflitto l'uno con l'altro attraverso le loro azioni. 
Alcuni dei giochi della serie sono stati più radicati in conflitti realistici, mentre altri hanno coinvolto elementi del sovrannaturale o della fantascienza. 
Ubisoft, i principali sviluppatori della serie, considera che tutti i giochi condividono lo stesso universo immaginario comune e hanno riutilizzato alcuni personaggi minori per mantenerlo, ma in ogni caso anticipano che ogni gioco può essere considerato un titolo autonomo, a sé stesso, e non si presenta quindi la necessità di conoscere gli altri giochi della serie per dover giocarne uno.

## Videogiochi

### Capitoli Principali
| Anno | Titolo    | Sviluppatore     | Piattaforme                                                      |
| ---- | --------- | ---------------- | ---------------------------------------------------------------- |
| 2004 | Far Cry   | Crytek           | PlayStation 3, Xbox 360, Windows                                 |
| 2008 | Far Cry 2 | Ubisoft Montréal | PlayStation 3, Xbox 360, Windows                                 |
| 2012 | Far Cry 3 | Ubisoft Montréal | PlayStation 3, Xbox 360, PlayStation 4, Xbox One, Windows        |
| 2014 | Far Cry 4 | Ubisoft Montréal | PlayStation 3, Xbox 360, PlayStation 4, Xbox One, Windows        |
| 2018 | Far Cry 5 | Ubisoft Montréal | PlayStation 4, Xbox One, Windows                                 |
| 2021 | Far Cry 6 | Ubisoft Toronto  | PlayStation 4, Xbox One, PlayStation 5, Xbox Series X/S, Windows |

### Spin-off
| Anno | Titolo                  | Sviluppatore     | Piattaforme                                               |
| ---- | ----------------------- | ---------------- | --------------------------------------------------------- |
| 2013 | Far Cry 3: Blood Dragon | Ubisoft Montréal | PlayStation 3, Xbox 360, PlayStation 4, Xbox One, Windows |
| 2016 | Far Cry Primal          | Ubisoft Montréal | PlayStation 4, Xbox One, Windows                          |
| 2019 | Far Cry New Dawn        | Ubisoft Montréal | PlayStation 4, Xbox One, Windows                          |

### Remake
| Anno | Titolo                        | Sviluppatore     | Piattaforme    |
| ---- | ----------------------------- | ---------------- | -------------- |
| 2005 | Far Cry Instintics            | Ubisoft Montréal | Xbox, Xbox 360 |
| 2006 | Far Cry: Instintics Evolution | Ubisoft Montréal | Xbox, Xbox 360 |
| 2006 | Far Cry Vengeance             | Ubisoft Montréal | Nintendo Wii   |